# Talpas
Talpas (korábban Talpasmező, románul Talpoș) falu Romániában, a Partiumban, Bihar megyében.

## Fekvése
A Fekete-Körös bal partján, Nagyszalontától délkeletre fekvő település.

## Története
A falu nevét 1344-ben említette először oklevél Talpasmezew, villa Talpas alakban.
1344-ben Talpasmezew néven, a Körös mellett vekvő településként, 1515-ben Thalpas néven említették.
Egy feljegyzés szerint 1534. április 16-án a Kolozs vármegyei Gergely egeresi plébános bizonyos visszatartott bérét (többek közt) Thalpas-on lakó rokonaira: Guba Gergelyre, Varga Andrásra és Ferenc deákra hagyja.
1808-ban Talpas Arad vármegyéhez tartozott.
1851-ben Fényes Elek írta a településről:
Arad vármegyében, lapályos erdős vidéken. Határa kiterjed 9060 holdra, ... Van 20 római katholikus, 1270 óhitü lakossal, temploma, iskolája, 4 uri lakháza. Birják Kabdebo Miklós, Márton, Károly, Kálmán és Zsigmond urak.
1910-ben 2248 lakosából 292 magyar, 1911 román, 38 cigány volt. Felekezet szerint a lakosság közül 133 fő római katolikus, 141 református, 1902 fő pedig görögkeleti ortodox volt.
A trianoni békeszerződés előtt Arad vármegye Kisjenői járásához tartozott.
A 2002-es népszámláláskor 1701 lakosa közül 1152 fő (67,7%) román, 536 fő (31,5%) cigány, 12 fő (0,7%) magyar, 1 fő (0,05%) pedig német volt.